# Булава Президента України

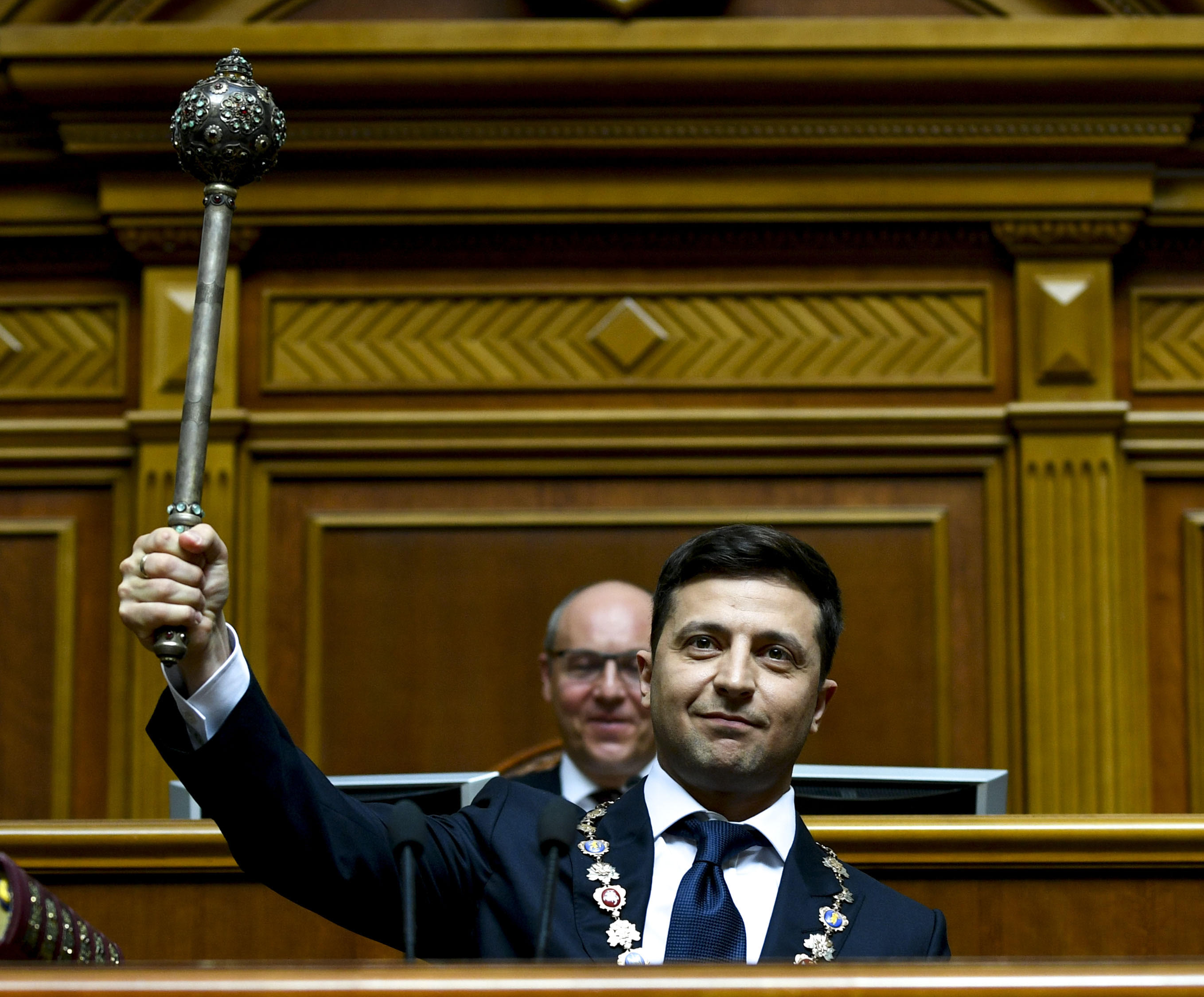
Президент України Володимир Зеленський з булавою під час інавгурації

Булава Президента України — один з офіційних символів Президента України. Виготовлена з позолоченого срібла. Руків'я і верхівка Булави Президента України прикрашені декоративним орнаментом і оздоблені коштовним камінням. Футляр до Булави Президента України виготовлений з червоного дерева, прикрашений рельєфним зображенням малого Державного Герба України з жовтого металу.
Булава Президента України засвідчує спадкоємність багатовікових історичних традицій українського державотворення — церемоніальні булави були знаками влади українських гетьманів, кошових отаманів Запорозької Січі, січових і реєстрових козацьких полковників.

## Опис
Вага президентської булави — 750 г. Складається вона з двох порожнистих частин: руків'я і так званого яблука. Яблуко булави прикрашене золотими орнаментальними медальйонами і увінчане золотим стилізованим вінцем, прикрашеним каменями й емаллю. Згідно з традицією, на ній 64 камені (смарагди і гранати) в складній золотій оправі. В булаву заховано тригранний стилет з булатної сталі з вигравіюваним позолотою латинським девізом «OMNIA REVERTITUR» («Все повертається»). Стилет з булави витягується за допомогою кнопки, прикрашеної якутським смарагдом. Зберігається булава в різьбленій скриньці з червоного дерева. Ложемент — з пурпурового оксамиту. Спочатку на скриньці поставили замок, який згодом замінили на позолочену фігурку янгола-охоронця, щоб не ускладнювати відкривання скриньки під час церемоній.

### Відео
- Невідома Україна. «Повернута самостійність». Фільм 108 [Архівовано 3 червня 2016 у Wayback Machine.] // Національна кінематека України, 1993